# برونو غوستافو دا سيلفا
برونو غوستافو أباريسيدو دا سيلفا (بالبرتغالية: Bruno Gustavo Aparecido da Silva؛ مواليد 16 مارس 1990) هو مُقاتل فنون قتالية مختلطة برازيلي.

## وصلات خارجية
- برونو غوستافو دا سيلفا على موقع يو إف سي (الإنجليزية)
- برونو غوستافو دا سيلفا على موقع شيردوغ (الإنجليزية)
- برونو غوستافو دا سيلفا على موقع Tapology.com (الإنجليزية)
- برونو غوستافو دا سيلفا على موقع إي إس بي إن (الإنجليزية)